# Marine nationale (Costa d'Avorio)
La Marine nationale è la componente navale delle forze armate dello Stato africano della Costa d'Avorio.
Creata nel 1961 con l'assistenza della Francia, la Marina ivoriana arrivò a disporre negli anni 1970 di un piccolo nucleo di moderne unità d'attacco, il quale tuttavia finì completamente dismesso alla fine degli anni 1990 a causa della grave crisi economica e politica interna, sfociata poi in due guerre civili. Una ricostruzione delle forze navali ivoriane prese piede a partire dal 2014, ma anche così la Marine nationale risulta la componente più piccola e meno sviluppata delle forze armate locali, equipaggiata solo con un pugno mezzi anfibi e di unità per la sorveglianza costiera.

## Storia

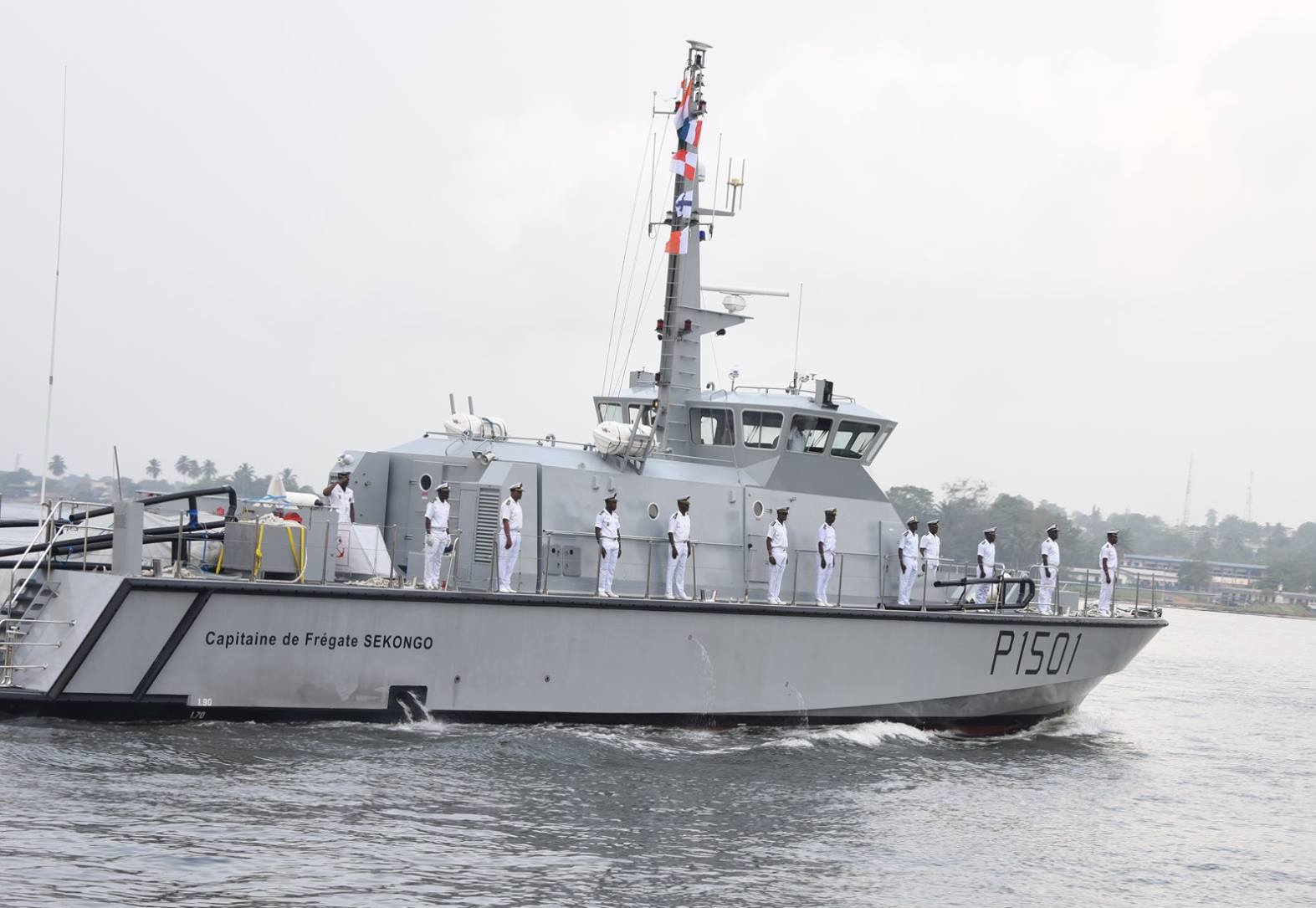
La motovedetta ivoriana Capitaine de Frégate Sekongo, classe L'Émergence, fotografata nel 2016 poco dopo la sua entrata in servizio

La Costa d'Avorio ottenne l'indipendenza dalla Francia il 7 agosto 1960, conoscendo un periodo di lunga stabilità politica ed economica interna sotto la longeva presidenza di Félix Houphouët-Boigny, il quale mantenne solidi legami con l'ex potenza coloniale. Con la necessità di assicurare la sorveglianza di circa 515 chilometri di costa affacciata sul Golfo di Guinea e di una zona economica esclusiva ampia 176000 km², le neonate forze armate ivoriane (Forces Republicaines de Cote d'Ivoire) attivarono nel 1961 una piccola componente navale con l'assistenza dei francesi; dalla Francia arrivò il primo naviglio, consistente in alcune imbarcazioni leggere da impiego costiero e nel pattugliatore Patience, un ex cacciasommergibili con scafo in legno di costruzione statunitense residuato bellico della seconda guerra mondiale, unità da 140 tonnellate di dislocamento armata con un cannone da 40 mm e tre mitragliere da 20 mm. Nel 1963 si aggiunse poi la motovedetta Percévérance, un'unità francese di seconda mano.
La decisione del governo ivoriano di riconoscere lo Stato secessionista del Biafra, sorto a seguito dello scoppio della guerra civile in Nigeria nel 1967, portò a uno stato di tensione diplomatica tra Costa d'Avorio e Nigeria. In questo contesto, la piccola Marine nationale ivoriana portò a termine un importante programma di potenziamento volto all'acquisizione di un nucleo di unità da combattimento di nuova costruzione: nel 1968 entrò così in servizio la motocannoniera missilistica Le Vigilant, unità di costruzione francese da 235 tonnellate di dislocamento armata con due cannoni Bofors 40 mm e due lanciatori quadrupli per missili SS.12M; nel 1976 si aggiunse la quasi gemella Le Valeureux, leggermente più grande e veloce ma dotata del medesimo armamento. Nel 1978 invece entrarono in servizio le motomissilistiche L'Ardent e L'Intrépide, unità sempre di costruzione francese da 125 tonnellate di dislocamento e armate con un Bofors 40 mm, una mitragliera da 20 mm e due lanciatori tripli per missili SS.12M. Queste quattro unità d'attacco rappresentarono fino agli anni 1990 il nucleo centrale della Marina ivoriana, anche se tra il 1981 e il 1987 gli obsoleti missili SS.12M furono sbarcati e sostituiti con altre mitragliere e armi leggere. I cantieri francesi fornirono anche una nave da sbarco tipo LST della classe Champlain, la L'Éléphant, entrata in servizio nel 1977.

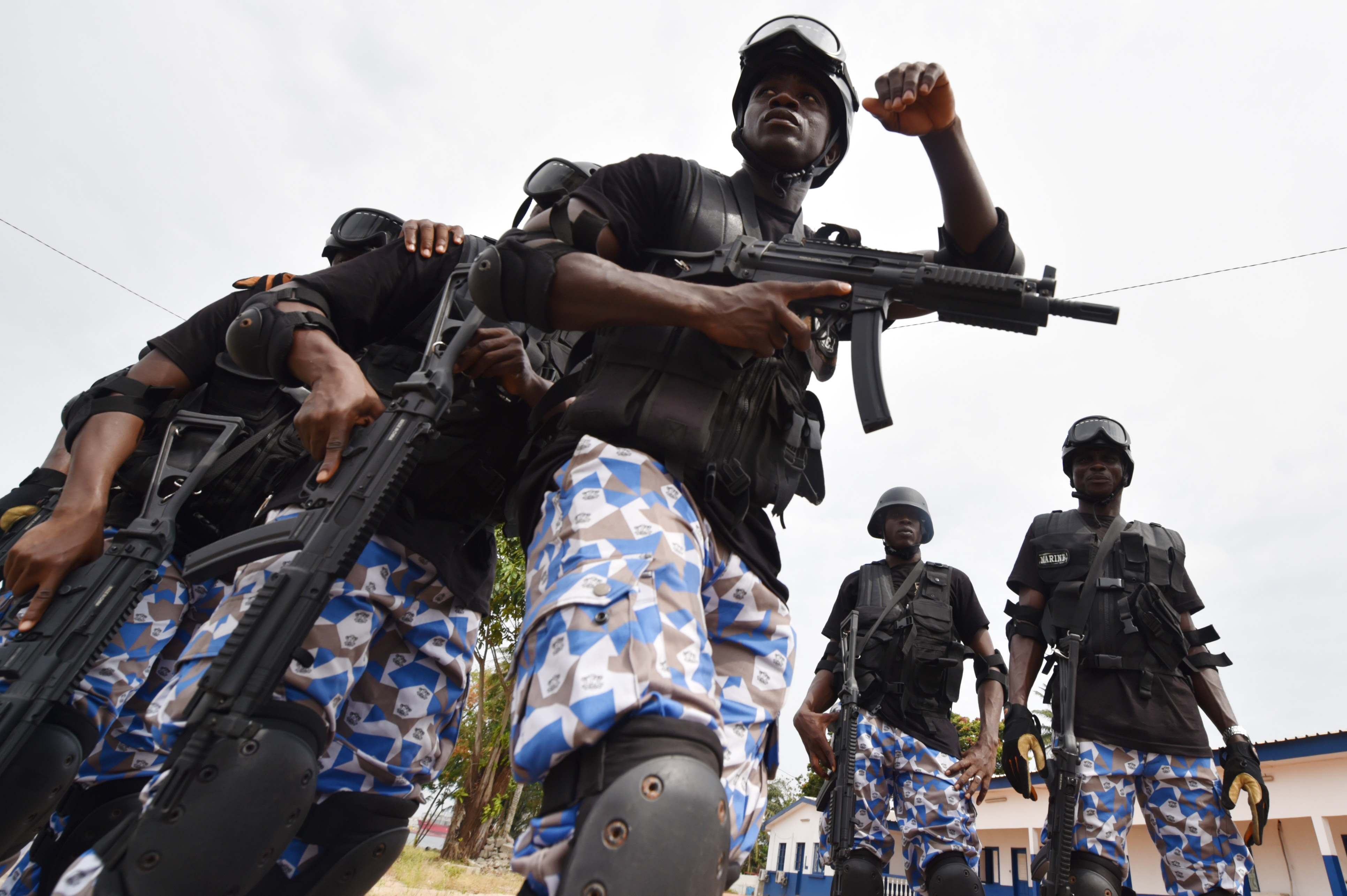
Fanti di marina ivoriani durante un'esercitazione ad Abidjan nel 2017

La morte di Houphouët-Boigny nel 1993 aprì un periodo di instabilità politica interna in Costa d'Avorio, culminato in un colpo di Stato dei militari nel 1999 e quindi dallo scoppio di una prima guerra civile tra il 2002 e il 2007 e di un secondo conflitto tra il 2010 e il 2011. In questo clima le forze armate ivoriane destinarono le loro risorse ad armare le forze terrestri e aeree, portando la Marine nationale sull'orlo dell'estinzione: tra il 1999 e il 2003 le quattro unità d'attacco in servizio furono tutte radiate dai ranghi senza essere rimpiazzate, mentre le uniche acquisizioni di naviglio si riducevano a un paio di mezzi da sbarco tipo LCM forniti di seconda mano dalla Francia nel 1999 e a una similare unità di costruzione cinese acquistata nel 2004.
La ritrovata stabilità interna dopo i conflitti civili consentì di attuare una prima ricostruzione delle forze navali, necessaria visto l'aumentare dei fenomeni di pirateria nelle acque del Golfo di Guinea. La Francia fu ancora una volta il fornitore scelto, e tra il 2014 e il 2016 entrarono così in servizio le tre motovedette classe L'Émergence, da 80 tonnellate di dislocamento e armate con una mitragliera da 20 mm; una quarta motovedetta di costruzione cinese fu invece acquistata nel 2017. Nel 2018 venne poi annunciato un ulteriore piano di acquisizione di unità leggere e RHIB costruite dalla ditta francese Raidco Marine, anche se nessuna di esse è ancora entrata in servizio.

## Struttura
Al 2022 la Marine nationale ivoriana comprende circa 1400 effettivi in servizio attivo, suddivisi tra un Comando generale (Centre Opérationnel de la Marine), un comando di flottiglia per le unità navali e un corpo di fanteria di marina (Fusiliers Marins Commando o FUMACO). Oltre alla base navale principale di Abidjan lungo la costa orientale, la Marine nationale dispone di basi secondarie nei porti di San-Pédro e Tabou sulla costa occidentale.